# نورثفيلد (ماساتشوستس)
نورثفيلد (بالإنجليزية: Northfield, Massachusetts)‏ هي معلم جغرافي تقع في الولايات المتحدة في مقاطعة فرانكلين (ماساتشوستس). يقدر عدد سكانها بـ 3,032 نسمة ومساحتها 91.6 كم2 و وترتفع عن سطح البحر 91 متر.

## أعلام
- يونيس كونولي
- فلورنسا هويل باركلي
- كوني ميرفي
- دوايت إل. مودي
- أغسطس دبليو. هولتون
- كاليب الكسندر
- تيموثي سوان